# Pâtes autodurcissantes

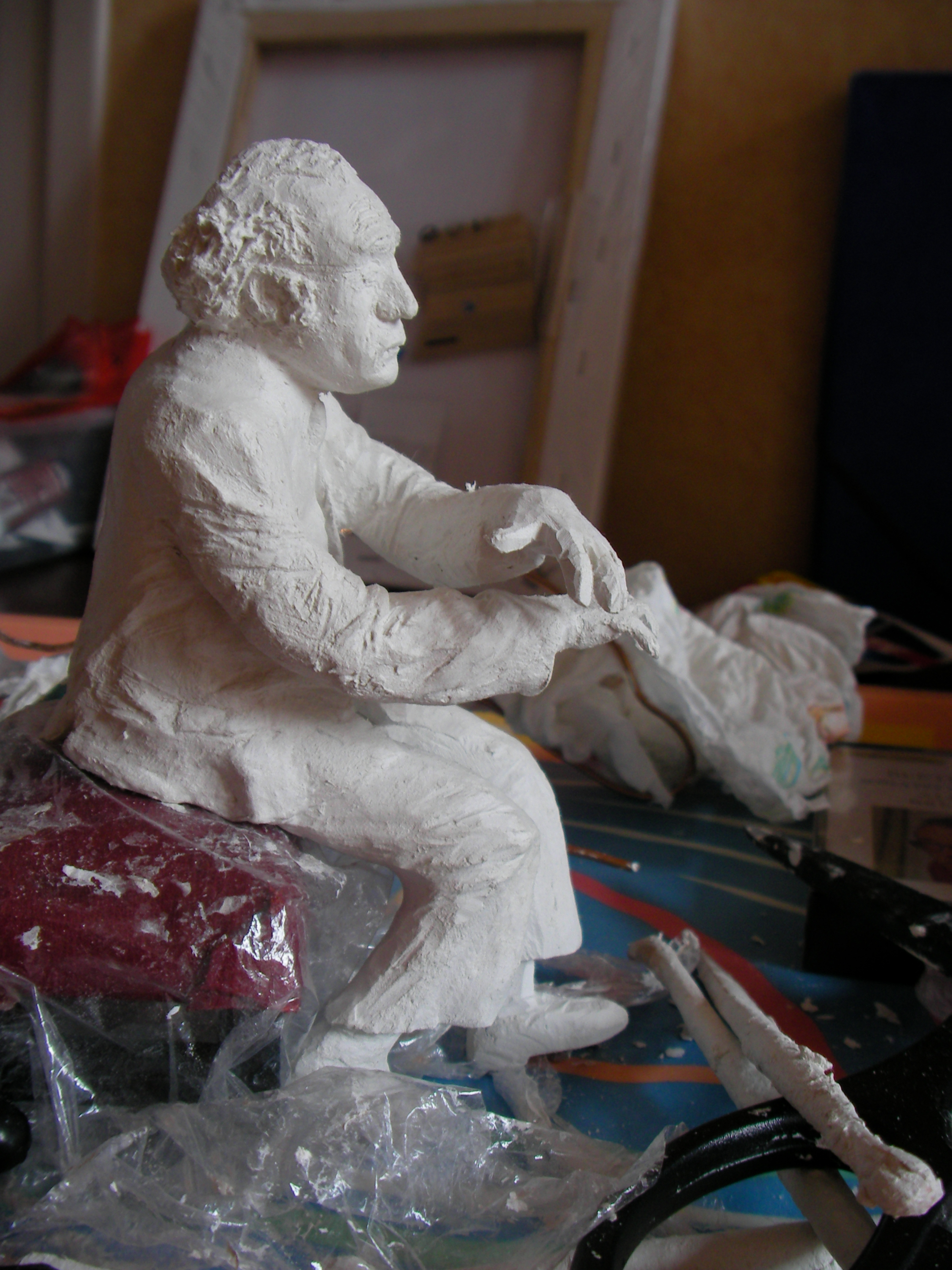
un exemple d'un modelage d'une quinzaine de centimètres grâce à une pâte autodurcissante.

Les pâtes autodurcissantes sont des pâtes de modelage composées généralement d'un mélange d'argile et de résine/plastique dont la propriété intéressante est de durcir après un long temps d'exposition à l'air ambiant. Ce mélange permet de modeler la pâte sans difficulté et d'obtenir un objet relativement solide sans avoir recours à un four, la pâte une fois durcie étant moins solide que de l'argile cuit, mais bien plus solide que de l'argile non cuit. 
Ces pâtes ne permettent pas, contrairement aux pâtes à modeler du type plasticine (composée de cire et d'huile), une réutilisation subséquente. Elles permettent par contre la réalisation rapide, peu onéreuse, et simple d'objet décoratifs.
La plupart des pâtes autodurcissantes peuvent également être peintes (à l'acrylique par exemple), ainsi que taillées à l'aide d'outils tels de petites fraises à bois, ponceuses à bois, etc.
Une donnée importante à prendre en compte lors d'une quelconque réalisation est la diminution de la taille de l'objet lors du séchage, ce qui demande une anticipation des proportions finales de l'objet réalisé.